# Čandraján-1
Čandraján-1 (v sanskrtu चन्द्रयान-१ tj. „Měsíční loď 1“, v anglickém přepisu Chandrayaan-1) byla první indická sonda, kterou Indická kosmická agentura (ISRO) vyslala na oběžnou dráhu Měsíce, aby během dvou let otestovala indické technologie a prováděla zde vědecký výzkum. Start sondy se uskutečnil v říjnu 2008 z indického kosmodromu Šríharikota s pomocí nosiče PSLV-XL.

## Program mise
Plánovaná doba provozu byla dva roky, během nichž se měla vyzkoušet funkčnost samotné sondy a bylo naplánováno podrobné snímkování povrchu Měsíce ve viditelné, rentgenové, infračervené a gama části spektra.

## Sonda MIP
V horní části sondy Čandraján-1 byla umístěna dopadová sonda MIP (Moon Impact Probe). Kvádr o hmotnosti 29 kg a o rozměrech 375 x 375 x 470 mm byl vybaven vlastním motorem na tuhá paliva. Na jeho palubě byla umístěna videokamera, radarový výškoměr a hmotový spektrometr, který zkoumal stopy lunární atmosféry při sestupu.
Zařízení bylo z mateřské sondy vypuštěno 14. listopadu 2008 proti povrchu Měsíce v oblasti jeho jižního pólu. Prach a dopadem vyvržené horniny byly zkoumány přístroji mateřské sondy. Sonda MIP byla dopadem zničena.

## Konstrukce
Tříose stabilizovaná sonda měla nepravidelný tvar se zhruba krychlovou základní částí o hraně přibližně 1,5 m. Byla vybavena jedním rozkládacím a výklopným panelem fotovoltaických baterií dodávajícím maximálně 700 W elektrické energie a dobíjejícím lithium-iontové akumulátorové baterie. Startovací hmotnost sondy vč. dvou pomocných raket a paliva byla 1304 kg, počáteční hmotnost na oběžné dráze kolem Měsíce byla 590 kg.
Orientaci v prostoru zajišťovala dvě hvězdná čidla a systém gyroskopů. Větší změny orientace, korekce dráhy a navedení na oběžnou dráhu Měsíce prováděla sada pomocných motorků a hlavní motor LAM (Liquid Apogee Motor) o tahu 440 N. Spojení se Zemí se dělo přes otočnou parabolickou anténu o průměru 70 cm. Sonda byla vybavena výkonným počítačem.

## Přístrojové vybavení
Sonda byla vybavena přístroji, zajišťujícími řadu experimentů:
- panchromatická mapovací kamera TMC (Terrain Mapping Camera) – šíře záběru 20 km, maximální prostorové rozlišení 5 m (Indie)
- hyperspektrální kamera pro viditelnou a blízkou infračervenou oblast HySI (Hyperspectral Imager) – zjišťování mineralogického složení lunárního povrchu (Indie)
- laserový lokátor LLRI (Lunar Laser Ranging Instrument) – pro měření výšky sondy nad měsíčním povrchem (Indie)
- spektrometr HEX (High Energy X-ray Spectrometer) – pro oblast tvrdého rentgenového záření (20 až 250 keV) (Indie)
- zobrazující spektrometr C1XS (Chadrayaan-1 Imaging X-ray Spectrometer) – pro zjišťování chemického složení měsíčního povrchu (stanovení prvků Mg, Al, Si, Fe, Ti) (ESA, Velká Británie, Indie)
- spektrometr SIR-2 (SMART Near Infrared Spectrometer) – pro zjišťování mineralogického složení měsíčního povrchu (ESA, Německo)
- detektor nízkoenergetických atomů SARA (Sub-keV Atom Reflecting Analyzer) – pro zjišťování chemického a mineralogického složení měsíčního povrchu (ESA, Švédsko, Indie)
- detektor kosmického záření RADOM (Radiation Dose Monitor) (Bulharsko)
- radiolokátor se syntetickou aperturou MiniSAR (Mini Synthetic Aperture Radar) – určený především pro detekci podpovrchového vodního ledu (NASA, USA)
- zobrazující spektrometr M3 (Moon Mineralogy Mapper) – pro studium mineralogického složení měsíčního povrchu a hledání případných stop vody (NASA, USA).

## Průběh mise
Po startu byla sonda během 17 minut uvedena na oběžnou dráhu Země, která se postupně s pomocí motorku stále upravovala, až 3. listopadu 2008 přešla na dráhu k Měsíci. 8. listopadu byla navedena na oběžnou dráhu Měsíce. Dne 14. listopadu se ze sondy oddělil 34 kilogramový modul, který následně úspěšně přistál na měsíčním povrchu.
Vlivem sluneční aktivity došlo ke spálení jednoho z senzorů a bylo nutné sondu vyvést z oběžné dráhy 100 na zvýšených 200 km nad povrchem.
Dne 28. srpna 2009 řídící středisko ztratilo se sondou spojení a ta byla prohlášena za ztracenou. Mise tím byla předčasně ukončena.